# Hôtel de Chevigny
L'hôtel de Chevigny est un ancien collège, connu actuellement sous le nom d'ancienne prison, situé à Argenton-sur-Creuse dans le département français de l'Indre.

## Histoire
Ce collège, construit place du Marché-au-Blé, à proximité de la Chapelle Saint-Benoit, fut fondé à l'initiative d'Antoine Barbault, prieur bénédictin de Saint-Marcel, aux XVe et XVIe siècles.
Il fut donné en 1573 au duc de Montpensier et ensuite aux habitants d'Argenton. Il servit ensuite de prison à partir de 1787 puis fut vendu comme bien national et racheté par la ville en l'an III.
Il est classé au titre des monuments historiques par arrêté du 17 avril 1931.
Il sert actuellement d'école de musique.